# Trienala Ladina
La Trienala Ladina è un evento di arte contemporanea organizzato dal Museum Ladin Ćiastel de Tor di San Martino in Badia e dedicato all´approfondimento e alla valorizzazione delle espressioni artistiche all´interno del territorio ladino. L´evento si tiene all´interno delle sale espositive dello stesso Museum Ladin Ćiastel de Tor. Possono partecipare alla Trienala Ladina tutti gli artisti che hanno un legame biografico o culturale con le cinque valli ladine dolomitiche (Val Badia, Val Gardena, Val di Fassa, Livinallongo e Ampezzo) nonché con il Canton Grigioni (Svizzera) e con il territorio ladino del Friuli. La prima edizione è stata inaugurata nel 2004, mentre a partire dalla seconda edizione, in concomitanza con la Trienala, è stato bandito anche un ulteriore concorso, il "Premio Artistico di scultura Richard Agreiter" destinato agli artisti del Tirolo storico e delle valli ladine. Il premio è promosso dal museo e dallo scultore austriaco di origine badiota Richard Agreiter, da cui prende il nome. La Trienala Ladina prevede la partecipazione di una commissione e di una giuria internazionale che presiede alla scelta dei partecipanti e del vincitore del Premio Agreiter. Tra i curatori che hanno preso parte all´organizzazione della Trienala vi sono stati Adam Budak e Alfredo Cramerotti.
Artisti che hanno partecipato alla Trienala Ladina: Lois Anvidalfarei, Flurina Badel, Julia Biasi, Thea Blaas, Aron Demetz, Gehard Demetz, Peter Demetz, Fabian Feichter, Giancarlo Lamonaca, Ivan Lardschneider, Philipp Messner, Walter Moroder, Isabell Pitscheider, Romana Prinoth, Manuel Riz, Esther Schena, Roland Senoner, Barbara Tavella, Alesch Vital, Claus Vittur, Willy Verginer, Veronica Zanoner.
Artisti che hanno vinto il Premio Artistico di Scultura Richard Agreiter: Gehard Demetz nel 2007, Hubert Kostner nel 2007, Katrin Partelli nel 2010, Andreas Zingerle nel 2013.